# تشارلز ن. براون
تشارلز ن. براون (بالإنجليزية: Charles N. Brown)‏ هو مهندس نووي وكاتب أمريكي، ولد في 24 يونيو 1937 في بروكلين في الولايات المتحدة، وتوفي في 12 يوليو 2009.